# Marie van Oranje-Nassau (1841-1910)

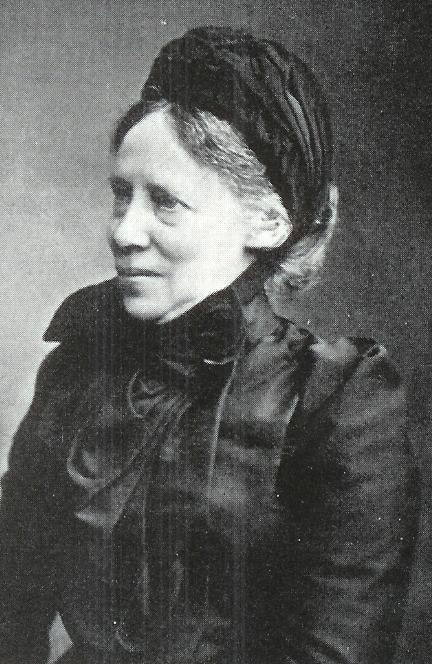
Prinses Marie op latere leeftijd

Standaard van prinses Marie

Wilhelmina Frederika Anna Elisabeth Maria (Marie), Prinses der Nederlanden, Prinses van Oranje-Nassau (Huize De Paauw, Wassenaar, 5 juli 1841 — Neuwied, 22 juni 1910), was de tweede en jongste dochter van prins Frederik der Nederlanden en diens echtgenote prinses Louise van Pruisen. Haar ouders waren neef en nicht.

## Biografie
Prinses Marie kampte al op jeugdige leeftijd met gehoorproblemen en was – net als haar dertien jaar oudere zuster Louise – geen schoonheid. Haar ouders hoopten haar uit te huwelijken aan de latere Britse koning Edward VII. Edwards moeder, koningin Victoria, aanvankelijk een voorstander van een dergelijke verbintenis, blies het plan af nadat ze bij een ontmoeting vond dat het uiterlijk van de prinses niet naar haar maatstaven was. Wel hebben tijdgenoten haar innemende en tegelijk vorstelijke houding geprezen.
Op 18 juli 1871 – Marie was op dat moment dertig jaar – trouwde de prinses met prins Wilhelm Adolf van Wied. Het paar kreeg zes kinderen, onder wie Wilhelm, in 1914 kortstondig vorst van Albanië. Marie en Wilhelm woonden afwisselend in Duitsland, op het familieslot Neuwied in het Rijnland en op Huize De Paauw in Wassenaar, dat Marie van haar vader geërfd had. Het vroegere Paviljoen Von Wied in Scheveningen behoorde eveneens tot hun bezittingen.

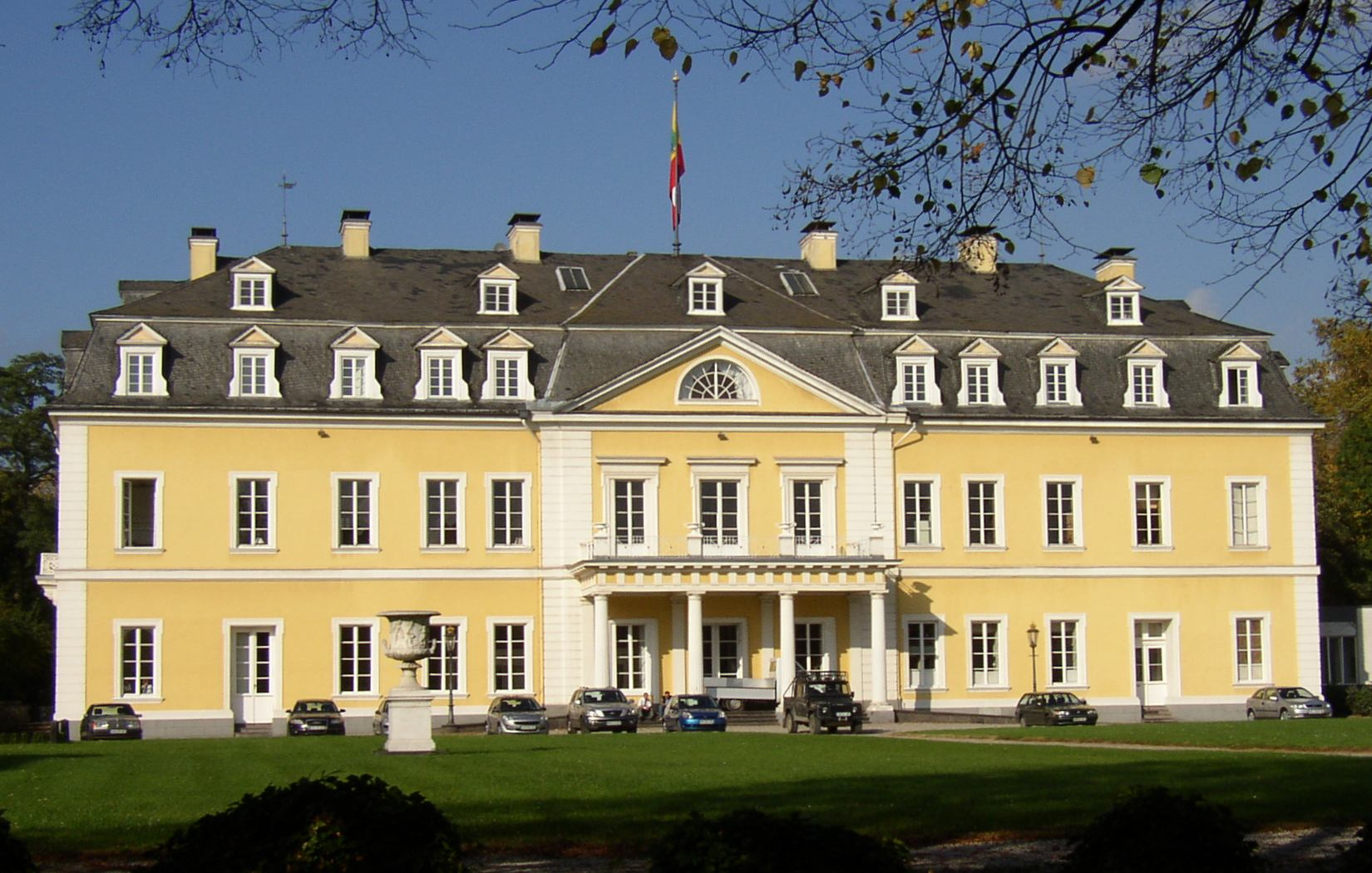
Slot Neuwied

In de jeugd van prinses Marie was sprake van een uitgebreide Oranje-familie en leek de toekomst van de dynastie verzekerd. Tegen het eind van haar leven was de familie flink uitgedund. Marie zag daarom in de Nederlandse troonopvolging een rol voor haar familie weggelegd. Bij de hernieuwde vaststelling van wapens en vlaggen van het Koninklijk Huis in 1907 werd een specifieke paragraaf gewijd aan de prinses-weduwe Von Wied.
Bij het overlijden van de prinses in 1910 was de toekomst van het Huis van Oranje verzekerd door prinses Juliana, die op dat moment één jaar oud was. Prinses Marie had toen haar Nederlandse bezit al afgestoten.
Marie was een peetmoeder van Juliana der Nederlanden.

## Kinderen

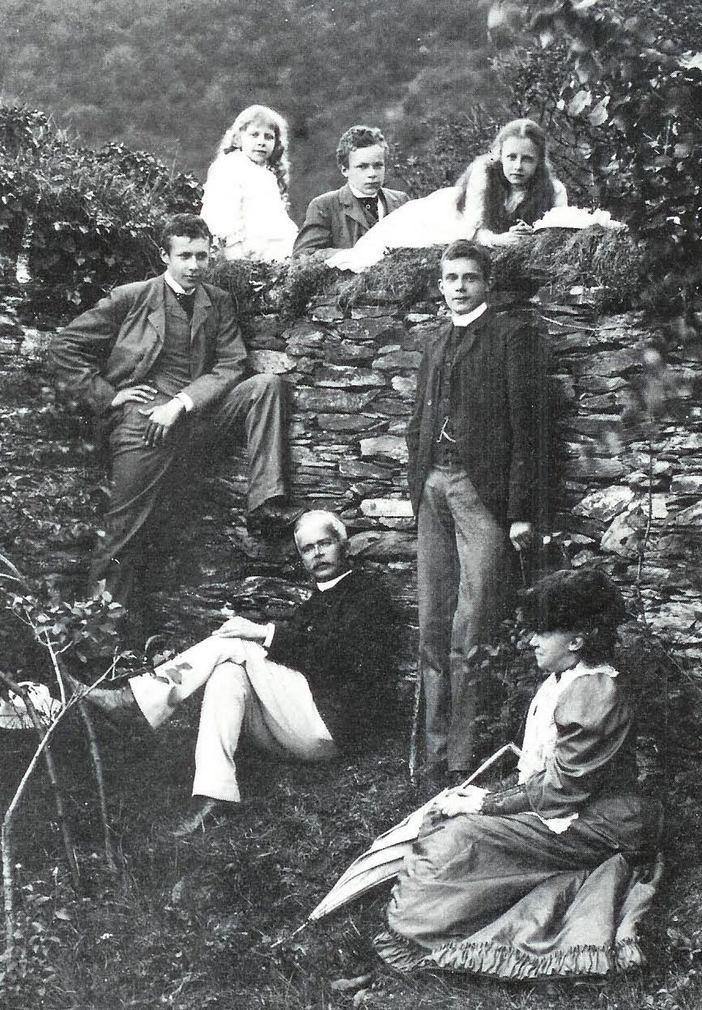
Wilhelm met zijn vrouw en kinderen

Uit het huwelijk van Marie en Wilhelm werden zes kinderen geboren:
- Friedrich Wilhelm Hermann Otto Karl (1872-1945), zesde vorst van Wied, gehuwd met Paulina, dochter van Willem II van Württemberg
- Alexander Hermann (1874-1877)
- Wilhelm Friedrich Heinrich (1876-1945), vorst van Albanië
- Wilhelm Friedrich Adolf Hermann Viktor (1877-1946)
- Wilhelmine Friederike Auguste Alexandrine Marie Elisabeth Luise (1880-1965)
- Elisabeth (1883-1938)

## Kwartierstaat
| Willem V van Oranje-Nassau (1748–1806) | Willem V van Oranje-Nassau (1748–1806) | Willem V van Oranje-Nassau (1748–1806) | Willem V van Oranje-Nassau (1748–1806) | Willem V van Oranje-Nassau (1748–1806) | Willem V van Oranje-Nassau (1748–1806) | Wilhelmina van Pruisen (1751-1820)   | Wilhelmina van Pruisen (1751-1820)   | Wilhelmina van Pruisen (1751-1820)   | Wilhelmina van Pruisen (1751-1820)   | Wilhelmina van Pruisen (1751-1820)   | Wilhelmina van Pruisen (1751-1820)   |                                      |                                      | Frederik Willem II van Pruisen (1744-1797) | Frederik Willem II van Pruisen (1744-1797) | Frederik Willem II van Pruisen (1744-1797) | Frederik Willem II van Pruisen (1744-1797) | Frederik Willem II van Pruisen (1744-1797) | Frederik Willem II van Pruisen (1744-1797) | Frederika van Hessen-Darmstadt (1751-1805) | Frederika van Hessen-Darmstadt (1751-1805) | Frederika van Hessen-Darmstadt (1751-1805) | Frederika van Hessen-Darmstadt (1751-1805) | Frederika van Hessen-Darmstadt (1751-1805) | Frederika van Hessen-Darmstadt (1751-1805) |  |  | Frederik Willem II van Pruisen (1744-1797) | Frederik Willem II van Pruisen (1744-1797) | Frederik Willem II van Pruisen (1744-1797) | Frederik Willem II van Pruisen (1744-1797) | Frederik Willem II van Pruisen (1744-1797)  | Frederik Willem II van Pruisen (1744-1797)  | Frederika van Hessen-Darmstadt (1751-1805)  | Frederika van Hessen-Darmstadt (1751-1805)  | Frederika van Hessen-Darmstadt (1751-1805)  | Frederika van Hessen-Darmstadt (1751-1805)  | Frederika van Hessen-Darmstadt (1751-1805) | Frederika van Hessen-Darmstadt (1751-1805) |                                     |                                     | Karel II van Mecklenburg-Strelitz (1741-1816) | Karel II van Mecklenburg-Strelitz (1741-1816) | Karel II van Mecklenburg-Strelitz (1741-1816) | Karel II van Mecklenburg-Strelitz (1741-1816) | Karel II van Mecklenburg-Strelitz (1741-1816) | Karel II van Mecklenburg-Strelitz (1741-1816) | Frederika Caroline Louise van Hessen-Darmstadt (1752–1782) | Frederika Caroline Louise van Hessen-Darmstadt (1752–1782) | Frederika Caroline Louise van Hessen-Darmstadt (1752–1782) | Frederika Caroline Louise van Hessen-Darmstadt (1752–1782) | Frederika Caroline Louise van Hessen-Darmstadt (1752–1782) | Frederika Caroline Louise van Hessen-Darmstadt (1752–1782) |  |  |  |  |  |  |  |  |  |  |  |  |  |  |  |  |  |  |  |  |  |  |  |  |  |  |  |  |  |  |  |  |  |  |  |  |  |  |  |  |  |  |  |  |  |  |  |  |
| Willem V van Oranje-Nassau (1748–1806) | Willem V van Oranje-Nassau (1748–1806) | Willem V van Oranje-Nassau (1748–1806) | Willem V van Oranje-Nassau (1748–1806) | Willem V van Oranje-Nassau (1748–1806) | Willem V van Oranje-Nassau (1748–1806) | Wilhelmina van Pruisen (1751-1820)   | Wilhelmina van Pruisen (1751-1820)   | Wilhelmina van Pruisen (1751-1820)   | Wilhelmina van Pruisen (1751-1820)   | Wilhelmina van Pruisen (1751-1820)   | Wilhelmina van Pruisen (1751-1820)   |                                      |                                      | Frederik Willem II van Pruisen (1744-1797) | Frederik Willem II van Pruisen (1744-1797) | Frederik Willem II van Pruisen (1744-1797) | Frederik Willem II van Pruisen (1744-1797) | Frederik Willem II van Pruisen (1744-1797) | Frederik Willem II van Pruisen (1744-1797) | Frederika van Hessen-Darmstadt (1751-1805) | Frederika van Hessen-Darmstadt (1751-1805) | Frederika van Hessen-Darmstadt (1751-1805) | Frederika van Hessen-Darmstadt (1751-1805) | Frederika van Hessen-Darmstadt (1751-1805) | Frederika van Hessen-Darmstadt (1751-1805) |  |  | Frederik Willem II van Pruisen (1744-1797) | Frederik Willem II van Pruisen (1744-1797) | Frederik Willem II van Pruisen (1744-1797) | Frederik Willem II van Pruisen (1744-1797) | Frederik Willem II van Pruisen (1744-1797)  | Frederik Willem II van Pruisen (1744-1797)  | Frederika van Hessen-Darmstadt (1751-1805)  | Frederika van Hessen-Darmstadt (1751-1805)  | Frederika van Hessen-Darmstadt (1751-1805)  | Frederika van Hessen-Darmstadt (1751-1805)  | Frederika van Hessen-Darmstadt (1751-1805) | Frederika van Hessen-Darmstadt (1751-1805) |                                     |                                     | Karel II van Mecklenburg-Strelitz (1741-1816) | Karel II van Mecklenburg-Strelitz (1741-1816) | Karel II van Mecklenburg-Strelitz (1741-1816) | Karel II van Mecklenburg-Strelitz (1741-1816) | Karel II van Mecklenburg-Strelitz (1741-1816) | Karel II van Mecklenburg-Strelitz (1741-1816) | Frederika Caroline Louise van Hessen-Darmstadt (1752–1782) | Frederika Caroline Louise van Hessen-Darmstadt (1752–1782) | Frederika Caroline Louise van Hessen-Darmstadt (1752–1782) | Frederika Caroline Louise van Hessen-Darmstadt (1752–1782) | Frederika Caroline Louise van Hessen-Darmstadt (1752–1782) | Frederika Caroline Louise van Hessen-Darmstadt (1752–1782) |  |  |  |  |  |  |  |  |  |  |  |  |  |  |  |  |  |  |  |  |  |  |  |  |  |  |  |  |  |  |  |  |  |  |  |  |  |  |  |  |  |  |  |  |  |  |  |  |
|                                        |                                        |                                        |                                        |                                        |                                        |                                      |                                      |                                      |                                      |                                      |                                      |                                      |                                      |                                            |                                            |                                            |                                            |                                            |                                            |                                            |                                            |                                            |                                            |                                            |                                            |  |  |                                            |                                            |                                            |                                            |                                             |                                             |                                             |                                             |                                             |                                             |                                            |                                            |                                     |                                     |                                               |                                               |                                               |                                               |                                               |                                               |                                                            |                                                            |                                                            |                                                            |                                                            |                                                            |  |  |  |  |  |  |  |  |  |  |  |  |  |  |  |  |  |  |  |  |  |  |  |  |  |  |  |  |  |  |  |  |  |  |  |  |  |  |  |  |  |  |  |  |  |  |  |  |
|                                        |                                        |                                        |                                        | Willem I der Nederlanden (1772–1843)   | Willem I der Nederlanden (1772–1843)   | Willem I der Nederlanden (1772–1843) | Willem I der Nederlanden (1772–1843) | Willem I der Nederlanden (1772–1843) | Willem I der Nederlanden (1772–1843) |                                      |                                      |                                      |                                      |                                            |                                            | Wilhelmina van Pruisen (1774-1837)         | Wilhelmina van Pruisen (1774-1837)         | Wilhelmina van Pruisen (1774-1837)         | Wilhelmina van Pruisen (1774-1837)         | Wilhelmina van Pruisen (1774-1837)         | Wilhelmina van Pruisen (1774-1837)         |                                            |                                            |                                            |                                            |  |  |                                            |                                            |                                            |                                            | Frederik Willem III van Pruisen (1770-1840) | Frederik Willem III van Pruisen (1770-1840) | Frederik Willem III van Pruisen (1770-1840) | Frederik Willem III van Pruisen (1770-1840) | Frederik Willem III van Pruisen (1770-1840) | Frederik Willem III van Pruisen (1770-1840) |                                            |                                            |                                     |                                     |                                               |                                               | Louise van Mecklenburg-Strelitz (1776-1810)   | Louise van Mecklenburg-Strelitz (1776-1810)   | Louise van Mecklenburg-Strelitz (1776-1810)   | Louise van Mecklenburg-Strelitz (1776-1810)   | Louise van Mecklenburg-Strelitz (1776-1810)                | Louise van Mecklenburg-Strelitz (1776-1810)                |                                                            |                                                            |                                                            |                                                            |  |  |  |  |  |  |  |  |  |  |  |  |  |  |  |  |  |  |  |  |  |  |  |  |  |  |  |  |  |  |  |  |  |  |  |  |  |  |  |  |  |  |  |  |  |  |  |  |
|                                        |                                        |                                        |                                        | Willem I der Nederlanden (1772–1843)   | Willem I der Nederlanden (1772–1843)   | Willem I der Nederlanden (1772–1843) | Willem I der Nederlanden (1772–1843) | Willem I der Nederlanden (1772–1843) | Willem I der Nederlanden (1772–1843) |                                      |                                      |                                      |                                      |                                            |                                            | Wilhelmina van Pruisen (1774-1837)         | Wilhelmina van Pruisen (1774-1837)         | Wilhelmina van Pruisen (1774-1837)         | Wilhelmina van Pruisen (1774-1837)         | Wilhelmina van Pruisen (1774-1837)         | Wilhelmina van Pruisen (1774-1837)         |                                            |                                            |                                            |                                            |  |  |                                            |                                            |                                            |                                            | Frederik Willem III van Pruisen (1770-1840) | Frederik Willem III van Pruisen (1770-1840) | Frederik Willem III van Pruisen (1770-1840) | Frederik Willem III van Pruisen (1770-1840) | Frederik Willem III van Pruisen (1770-1840) | Frederik Willem III van Pruisen (1770-1840) |                                            |                                            |                                     |                                     |                                               |                                               | Louise van Mecklenburg-Strelitz (1776-1810)   | Louise van Mecklenburg-Strelitz (1776-1810)   | Louise van Mecklenburg-Strelitz (1776-1810)   | Louise van Mecklenburg-Strelitz (1776-1810)   | Louise van Mecklenburg-Strelitz (1776-1810)                | Louise van Mecklenburg-Strelitz (1776-1810)                |                                                            |                                                            |                                                            |                                                            |  |  |  |  |  |  |  |  |  |  |  |  |  |  |  |  |  |  |  |  |  |  |  |  |  |  |  |  |  |  |  |  |  |  |  |  |  |  |  |  |  |  |  |  |  |  |  |  |
|                                        |                                        |                                        |                                        |                                        |                                        |                                      |                                      |                                      |                                      | Frederik der Nederlanden (1797-1881) | Frederik der Nederlanden (1797-1881) | Frederik der Nederlanden (1797-1881) | Frederik der Nederlanden (1797-1881) | Frederik der Nederlanden (1797-1881)       | Frederik der Nederlanden (1797-1881)       |                                            |                                            |                                            |                                            |                                            |                                            |                                            |                                            |                                            |                                            |  |  |                                            |                                            |                                            |                                            |                                             |                                             |                                             |                                             |                                             |                                             | Louise van Pruisen (1808-1870)             | Louise van Pruisen (1808-1870)             | Louise van Pruisen (1808-1870)      | Louise van Pruisen (1808-1870)      | Louise van Pruisen (1808-1870)                | Louise van Pruisen (1808-1870)                |                                               |                                               |                                               |                                               |                                                            |                                                            |                                                            |                                                            |                                                            |                                                            |  |  |  |  |  |  |  |  |  |  |  |  |  |  |  |  |  |  |  |  |  |  |  |  |  |  |  |  |  |  |  |  |  |  |  |  |  |  |  |  |  |  |  |  |  |  |  |  |
|                                        |                                        |                                        |                                        |                                        |                                        |                                      |                                      |                                      |                                      | Frederik der Nederlanden (1797-1881) | Frederik der Nederlanden (1797-1881) | Frederik der Nederlanden (1797-1881) | Frederik der Nederlanden (1797-1881) | Frederik der Nederlanden (1797-1881)       | Frederik der Nederlanden (1797-1881)       |                                            |                                            |                                            |                                            |                                            |                                            |                                            |                                            |                                            |                                            |  |  |                                            |                                            |                                            |                                            |                                             |                                             |                                             |                                             |                                             |                                             | Louise van Pruisen (1808-1870)             | Louise van Pruisen (1808-1870)             | Louise van Pruisen (1808-1870)      | Louise van Pruisen (1808-1870)      | Louise van Pruisen (1808-1870)                | Louise van Pruisen (1808-1870)                |                                               |                                               |                                               |                                               |                                                            |                                                            |                                                            |                                                            |                                                            |                                                            |  |  |  |  |  |  |  |  |  |  |  |  |  |  |  |  |  |  |  |  |  |  |  |  |  |  |  |  |  |  |  |  |  |  |  |  |  |  |  |  |  |  |  |  |  |  |  |  |
|                                        |                                        |                                        |                                        |                                        |                                        |                                      |                                      |                                      |                                      |                                      |                                      |                                      |                                      |                                            |                                            |                                            |                                            |                                            |                                            |                                            |                                            |                                            |                                            |                                            |                                            |  |  |                                            |                                            |                                            |                                            |                                             |                                             |                                             |                                             |                                             |                                             |                                            |                                            |                                     |                                     |                                               |                                               |                                               |                                               |                                               |                                               |                                                            |                                                            |                                                            |                                                            |                                                            |                                                            |  |  |  |  |  |  |  |  |  |  |  |  |  |  |  |  |  |  |  |  |  |  |  |  |  |  |  |  |  |  |  |  |  |  |  |  |  |  |  |  |  |  |  |  |  |  |  |  |
|                                        |                                        |                                        |                                        |                                        |                                        |                                      |                                      |                                      |                                      |                                      |                                      |                                      |                                      |                                            |                                            |                                            |                                            |                                            |                                            |                                            |                                            |                                            |                                            |                                            |                                            |  |  |                                            |                                            |                                            |                                            |                                             |                                             |                                             |                                             |                                             |                                             |                                            |                                            |                                     |                                     |                                               |                                               |                                               |                                               |                                               |                                               |                                                            |                                                            |                                                            |                                                            |                                                            |                                                            |  |  |  |  |  |  |  |  |  |  |  |  |  |  |  |  |  |  |  |  |  |  |  |  |  |  |  |  |  |  |  |  |  |  |  |  |  |  |  |  |  |  |  |  |  |  |  |  |
|                                        |                                        |                                        |                                        |                                        |                                        |                                      |                                      |                                      |                                      |                                      |                                      | Louise van Oranje-Nassau (1828-1871) | Louise van Oranje-Nassau (1828-1871) | Louise van Oranje-Nassau (1828-1871)       | Louise van Oranje-Nassau (1828-1871)       | Louise van Oranje-Nassau (1828-1871)       | Louise van Oranje-Nassau (1828-1871)       |                                            |                                            | Willem van Oranje-Nassau (1833-1834)       | Willem van Oranje-Nassau (1833-1834)       | Willem van Oranje-Nassau (1833-1834)       | Willem van Oranje-Nassau (1833-1834)       | Willem van Oranje-Nassau (1833-1834)       | Willem van Oranje-Nassau (1833-1834)       |  |  | Frederik van Oranje-Nassau (1836-1846)     | Frederik van Oranje-Nassau (1836-1846)     | Frederik van Oranje-Nassau (1836-1846)     | Frederik van Oranje-Nassau (1836-1846)     | Frederik van Oranje-Nassau (1836-1846)      | Frederik van Oranje-Nassau (1836-1846)      |                                             |                                             | Marie van Oranje-Nassau (1841-1910)         | Marie van Oranje-Nassau (1841-1910)         | Marie van Oranje-Nassau (1841-1910)        | Marie van Oranje-Nassau (1841-1910)        | Marie van Oranje-Nassau (1841-1910) | Marie van Oranje-Nassau (1841-1910) |                                               |                                               |                                               |                                               |                                               |                                               |                                                            |                                                            |                                                            |                                                            |                                                            |                                                            |  |  |  |  |  |  |  |  |  |  |  |  |  |  |  |  |  |  |  |  |  |  |  |  |  |  |  |  |  |  |  |  |  |  |  |  |  |  |  |  |  |  |  |  |  |  |  |  |

## Ter nagedachtenis
Ter nagedachtenis aan Marie zijn er in verschillende Nederlandse plaatsen straten naar haar vernoemd. Zo hebben Baarn, Amersfoort, Bussum en Wassenaar een Prinses Marielaan en is er in Den Haag een Prinses Mariestraat.

## Orden
In de 19e eeuw werden dames nog niet in de Nederlandse ridderorden opgenomen. Op 19 maart 1905 benoemde koningin Wilhelmina der Nederlanden haar achternicht, op dat moment de enige prinses der Nederlanden, tot Grootkruis in de Huisorde van Oranje.